# Heeten
Heeten est un village situé dans la commune néerlandaise de Raalte, dans la province d'Overijssel. Le 1er janvier 2008, le village comptait 4 231 habitants.

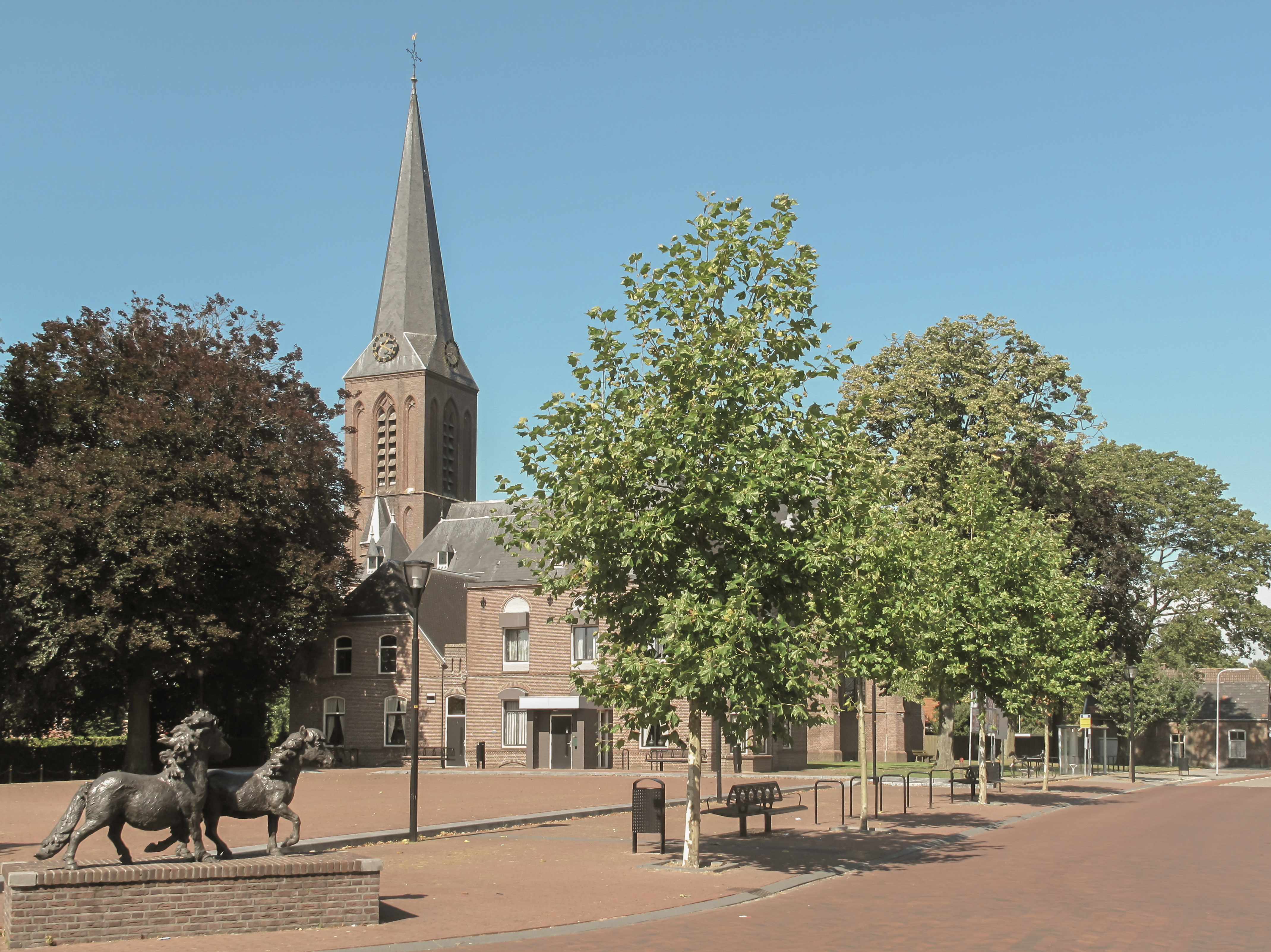
Heeten, église: kerk de Onze Lieve Vrouwe Onbevlekt Ontvangen